# Mlýnský rybník (Brloh)
Mlýnský rybník  o rozloze vodní plochy 0,8 ha se nalézá v centru obce Brloh v okrese Pardubice. Rybník je využíván pro chov ryb a zároveň představuje lokální biocentrum pro rozmnožování obojživelníků. V roce 2012 byla provedena jeho revitalizace a odbahnění. Pod hrází rybníka se nalézá bývalý brložský mlýn.

## Galerie

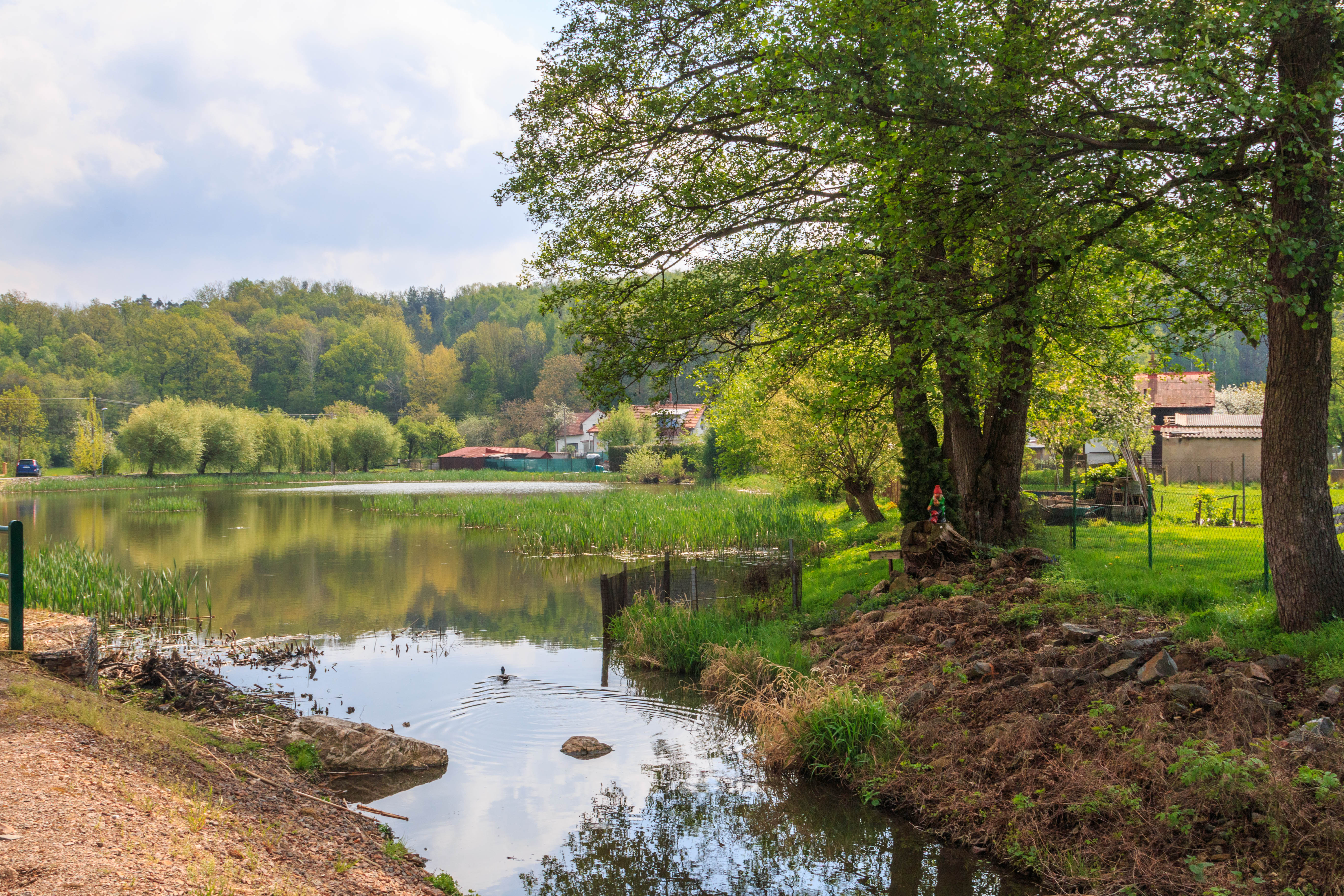
Pohled na Mlýnský rybník v Brlohu
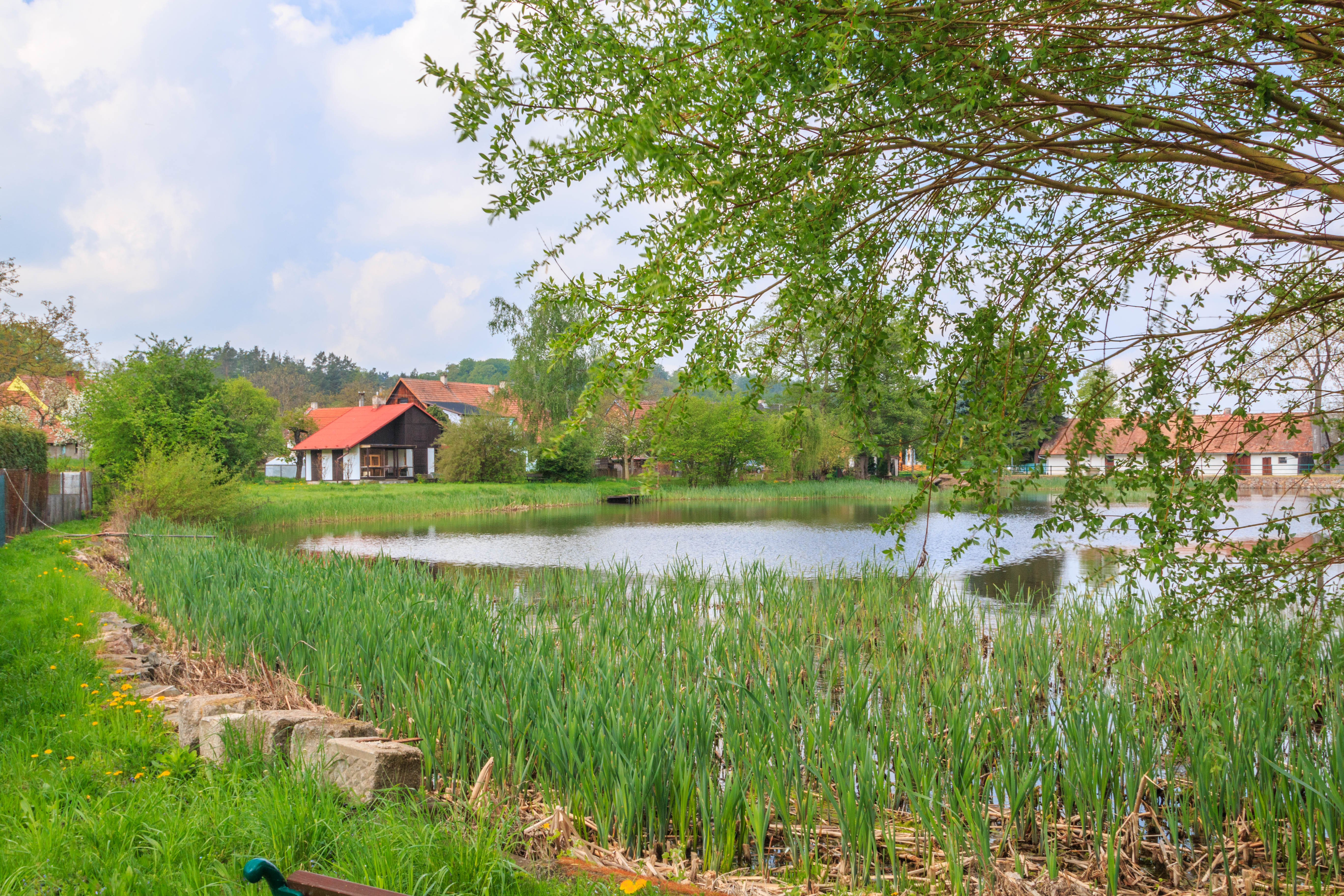
Pohled na Mlýnský rybník v Brlohu
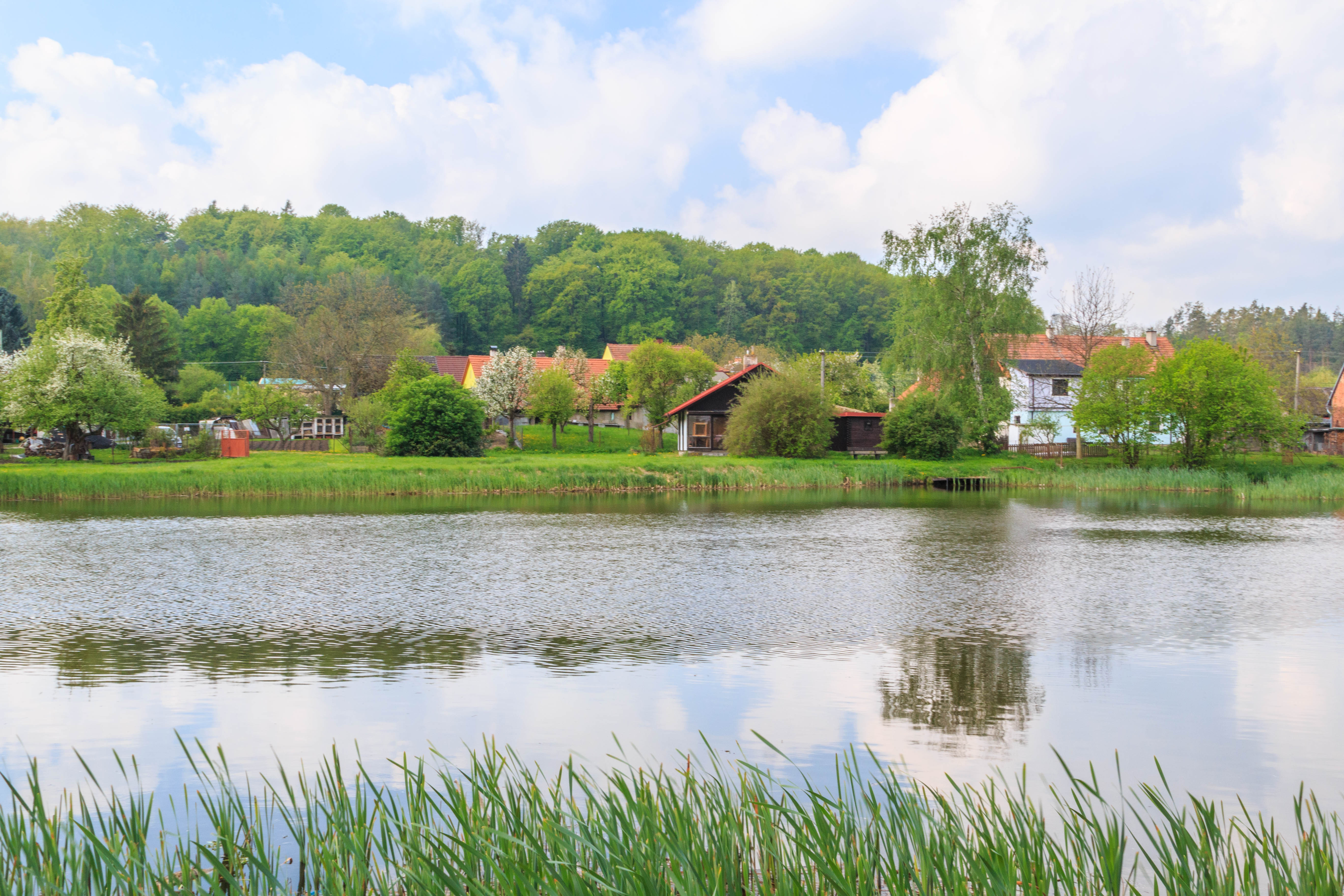
Pohled na Mlýnský rybník v Brlohu
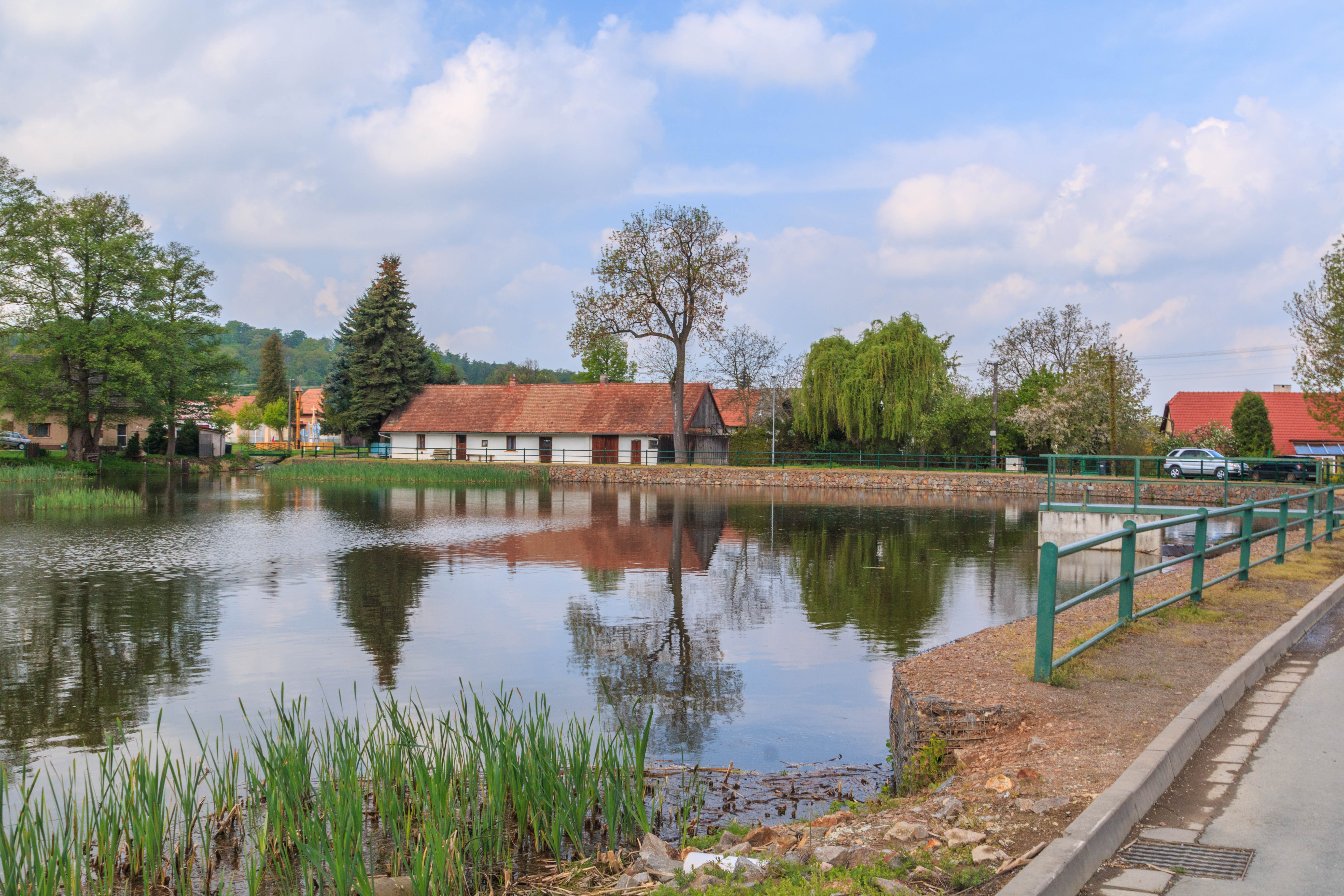
Pohled na Mlýnský rybník v Brlohu